# Solen
SOLEN, s.r.o., je největším českým nezávislým vydavatelstvím v medicínské oblasti. Společnost působí v oblasti postgraduálního lékařského vzdělávání. V roce 2021 pro lékaře a zdravotnický personál vydávala v České republice 13 odborných časopisů, ročně pořádá 20 lékařských kongresů a více než 40 seminářů, kongresů, konferencí a dalších typů vzdělávacích akcí na klíč. 
Vydavatelství bylo založené v roce 1999 , od roku 2000 pořádá i lékařské kongresy a roku 2001 rozšířilo svoji působnost i na Slovensko. 
V roce 2008 se firma Solen, s.r.o. probojovala mezi 10 finalistů krajského kola (Olomoucký kraj) soutěže Vodafone Firma roku. V roce 2009 získala 1. místo v soutěži Vodafone Firma roku Olomouckého kraje 2009. V roce 2019  získala firma Solen, s.r.o., ocenění Vodafone Odpovědná firma roku 2019 Olomouckého kraje. „U společnosti vyzdvihla porota především to, že umožňuje zaměstnaným ženám velmi dobře skloubit rodinný a pracovní život. Maminky na mateřské dovolené mohou využít práci na částečný úvazek, a do práce se pak mohou vracet postupně, s individuálně nastavenou pracovní dobou. Společnost významně podporuje řadu sociálních projektů v regionu. Mimo jiné spolupracuje s olomouckým sdružením Šance a také s denním stacionářem DC90. Při zadávání a výrobě prezentačních materiálů využívá především recyklovatelné a ekologické materiály,“ okomentovala volbu Adriana Dergam, ředitelka korporátní komunikace a společenské odpovědnosti, Vodafone Czech Republic.
V roce 2019 firma oslavila 20. výročí, prezentaci k tomuto výročí naleznete zde.

## VydávanéčasopisyvČesku
| Název                                | Citační zkratka     | Periodicita                          | vychází od                                                     | ISSN                                                                      | Web časopisu                         |
| ------------------------------------ | ------------------- | ------------------------------------ | -------------------------------------------------------------- | ------------------------------------------------------------------------- | ------------------------------------ |
| Dermatologie pro praxi               | Dermatol. praxi     | 4x ročně                             | 2007                                                           | ISSN 1802-2960 (tištěná verze) ISSN 1803-5337 (on-line verze)             | Dermatologie                         |
| Interní medicína pro praxi           | Interní Med.        | nevychází                            | 1999–2019 (od roku 2020 spojeno s časopisem Vnitřní lékařství) | ISSN 1212-7299 (tištěná verze) ISSN 1803-5256 (on-line verze)             | Interni medicína                     |
| Intervenční a akutní kardiologie     | Interv Akut Kardiol | 4x ročně                             | 2002                                                           | ISSN 1213-807X (tištěná verze) ISSN 1803-5302 (on-line verze)             | Kardiologie                          |
| Klinická farmakologie a farmacie     | Klin Farmakol Farm  | 4x ročně; vychází pouze elektronicky | 1987 (v Solen od 2003) od r. 2017 pouze elektronicky           | ISSN 1803-5353 (online verze) ISSN 1212-7973 (tištěná verze – do r. 2017) | Farmakologie a farmacie              |
| Medicína pro praxi                   | Med. Praxi          | 5x ročně                             | 2004                                                           | ISSN 1214-8687 (tištěná verze) ISSN 1803-5310 (online verze)              | Medicína pro praxi                   |
| Neurologie pro praxi                 | Neurol. praxi       | 6x ročně                             | 2000                                                           | ISSN 1213-1814 (tištěná verze) ISSN 1803-5280 (on-line verze)             | Neurologie                           |
| Onkologie                            | Onkologie           | 6x ročně                             | 2007                                                           | ISSN 1802-4475 (tištěná verze) ISSN 1803-5345 (on-line verze)             | Onkologie                            |
| Pediatrie pro praxi                  | Pediatr. praxi      | 6x ročně                             | 2000                                                           | ISSN 1213-0494 (tištěná verze) ISSN 1803-5264 (on-line verze)             | Pediatrie                            |
| Praktické lékárenství                | Prakt. lékáren.     | 4x ročně                             | 2005                                                           | ISSN 1801-2434 (tištěná verze) ISSN 1803-5329 (on-line verze)             | Lékárenství                          |
| Psychiatrie pro praxi                | Psychiatr. praxi    | 3x ročně                             | 2000                                                           | ISSN 1213-0508 (tištěná verze) ISSN 1803-5272 (on-line verze)             | Psychiatrie                          |
| Urologie pro praxi                   | Urolog. praxi       | 4x ročně                             | 2000                                                           | ISSN 1213-1768 (tištěná verze) ISSN 1803-5299 (on-line verze)             | Urologie                             |
| Zdravotnické právo v praxi           | Zdrav. Pravo Praxi  | 4x ročně                             | 2003 (ukončeno 2006)                                           | ISSN 1213-0508 (tištená verze)                                            |                                      |
| Anesteziologie a intenzivní medicína | Anest intenziv Med. | 6x ročně                             | 1990 (v Solenu od 2019)                                        | ISSN 1214-2158 (tištěná verze) ISSN 1805-4412 (on-line verze)             | Anesteziologie a intenzivní medicína |
| Vnitřní lékařství                    | Vnitř lék           | 8x ročně                             | 1955 (v Solenu od 2020)                                        | ISSN 0042-773X (tištěná verze) ISSN 1801-7592 (on-line verze)             | Vnitřní lékařství                    |
| Česká urologie                       | Ces Urol            | 4x ročně                             | 1996 (v Solenu od 2015)                                        | ISSN 2336-5692 (on-line verze)                                            | Česká urologie                       |
| Endoskopie                           | Endoskopie          | 4x ročně                             | 2008 (2012 ukončeno)                                           | ISSN 1211-1074 (tištěná verze) ISSN 1804-6096 (on-line verze)             | Endoskopie                           |

## Pořádané kongresy vČesku

### Pravidelně pořádanékongresy
- Konference Neurologie pro Praxi Plzeň – pořádáno od roku 2013
- Kongres Pediatrie pro praxi a Medicína pro praxi Ostrava – pořádáno od roku 2013
- Kongres Interní medicína pro praxi Olomouc – pořádáno od roku 2006
- Konference Dermatologie pro praxi Olomouc – pořádáno od roku 2007
- Kongres Praktického lékárenství Olomouc – pořádáno od roku 2006
- Kongres Medicíny pro praxi Olomouc – pořádáno od roku 2002
- Sympozium praktické neurologie Brno – pořádáno od roku 2004
- Kongres pediatrů a dětských sester – dny praktické a nemocniční pediatrie Olomouc – pořádáno od roku 2002

- Konference ambulantních psychiatrů Olomouc – pořádáno od roku 2003

Kongresy pro praktické lékaře a pediatry firma pořádá několikrát do roka v Ostravě, Olomouci, Hradci Králové, Českých Budějovicích, Praze, Brně a Plzni.

### Organizovanékongresy
- Šumperské dny Alergologie a klinické imunologie
- Moravský mezikrajský seminář pro pneumology
- Moravské Urologické sympozium
- Setkání lékařů ČR a SR v Litomyšli
- Konference funkčního vyšetření plic
- Českolipský den astmatu a alergií
- Český radiologický kongres
- Sjezd českých a slovenských alergologů a klinických imunologů
- Valašsko-lašské neurologické sympozium
- Konference Duševního zdraví mládeže
- UPDent 2020
- Neuromuskulární fórum
- Československý sjezd pneumologů
- Central European Endoscopic Ear Surgery Course
- Český a slovenský epileptologický sjezd
- Moravskoslezské pneumologické dny

## On-line vzdělávání
V důsledku celosvětové pandemie onemocnění covid19, společnost Solen, s.r.o., rozšířila nabídku o možnost vzdělávat se on-line. Vytvořila nový modul, v rámci kterého se lékaři a zdravotnický personál mohou vzdělávat z pohodlí domova v čase, kdy jim to vyhovuje.
V nabídce je možné najít akreditované i neakreditované kurzy na různá témata pro různé specializace. 

## Odborné knihy a publikace
Společnost Solen, s.r.o., je i vydavatelstvím, které vydává knihy a publikace pro lékaře na různá témata. Nabídku knih naleznete zde.
Současně nabízí i grafické služby a tisk.